# Apple Watch
Apple Watch és una línia de smartwatches (rellotges intel·ligents) dissenyada, desenvolupada, i comercialitzada per Apple Inc. Incorpora seguiment de fitness i capacitats orientades a la salut integrat amb iOS (sistema operatiu d'Apple) i altres productes i serveis d'Apple.
Apple Watch es basa en un iPhone connectat sense fil per realitzar moltes de les seves funcions predeterminades, com ara trucar i enviar missatges de text. No obstant això, els xips Wi-Fi en tots els models Apple Watch permeten que el smartwatch tingui funcions de connectivitat limitades allunyades del telèfon en qualsevol lloc on hi hagi una xarxa Wi-Fi disponible. Els rellotges Apple 3 LTE de la sèrie 3 (disponibles només als Estats Units i altres països entre els quals Espanya no estava inclosa en un principi per convenis amb les companyies de mòbil espanyoles, actualment només està disponible pels clients d'Orange o Vodafone) es poden utilitzar sense haver de connectar-se de manera constant a un iPhone, tot i que encara cal un iPhone per configurar el dispositiu. La majoria de rellotges d'Apple que es produeixen actualment requereixen un iPhone 5s o posterior amb iOS 11; els models LTE 3 i posteriors requereixen un iPhone 6 o posterior amb iOS 11 o posterior. Per un funcionament òptim sempre s'ha de tenir l'última versió de iOS disponible.
L'Apple Watch va ser alliberat el 24 d'abril de 2015 i va esdevenir el millor dispositiu portàtil amb 4.2 milions de vendes en el 2015.
La segona generació d'Apple Watches es va llançar en dos nivells al setembre de 2016: Apple Watch Series 1 i Apple Watch Series 2, mentre que la primera generació va ser interrompuda.
El Apple Watch Series 3 va ser llançat el 22 de setembre de 2017 al costat de la discontinuació de l'Apple Watch Series 2.
Apple Watch Series 4 es va anunciar el 12 de setembre de 2018 juntament amb la no continuació de la producció de l'Apple Watch Series 1.

## Desenvolupament
L'objectiu de l'Apple Watch era millorar els usos d'un iPhone mentre també proporcionava a l'usuari algunes noves funcions addicionals Kevin Lynch va ser contractat per Apple per fer tecnologia portàtil pel canell (se’l va fer responsable de la secció d'Apple Watch). Lynch va dir: "La gent porta els seus telèfons amb ells i mira la pantalla constantment. La gent vol aquest nivell de compromís. Però, com ho proporcionem d'una manera que sigui una mica més humana, més destinada al moment en què estic amb algú?" El procés de desenvolupament d'Apple es va dur a terme en secret fins que un article de la revista Wired va revelar com es duien a terme les decisions de disseny internes .
Els rumors parlaven d'un dispositiu portàtil desenvolupat per Apple des de 2011, que va conceptualitzar el dispositiu com una variació de l'iPod que es posaria al canell de l'usuari, i comptaria amb la integració de Siri (l'assistent per veu dels dispositius Apple) El 10 de febrer de 2013, tant The New York Times com The Wall Street Journal van informar que Apple començava a desenvolupar un smartwatch (rellotge intel·ligent) amb sistema operatiu iOS de pantalla corba (els smartwatch que hi havia fins al moment la mercat eren de sistema operatiu Android o altres). El 12 de febrer de 2013, Bloomberg va informar que el projecte del smartwatch d'Apple estava "més enllà de la fase d'experimentació en el seu desenvolupament" i tenia un equip d'almenys 100 dissenyadors que treballaven en el projecte. Altres informes al març de 2013 indicaven que Apple planejava llançar el dispositiu al final de l'anyAl juliol de 2013, Financial Times va informar que Apple havia començat a contractar més empleats per treballar en el smartwatch i que aspirava a un possible llançament per a la campanya comercial de cap d'any 2014.

## Presentació i llançament
A l'abril de 2014, el conseller delegat d'Apple, Tim Cook, va dir a The Wall Street Journal que la companyia tenia previst llançar noves categories de productes aquest any, però no va revelar cap tipus d'informació específica  El juny de 2014, Reuters va informar que la producció es preveia que començaria al juliol per a una sortida a l'octubre 
El 9 de setembre de 2014, durant un esdeveniment de premsa on també es va presentar l'iPhone 6, el nou producte va ser presentat per Tim Cook com "el proper capítol de la història d'Apple" amb un vídeo centrat en el seu disseny i les diverses combinacions de corretges i carcasses que estarien disponibles per als consumidors. Després del video que va revelar el producte, l'auditori es va omplir d'aplaudiments prolongats i una ovació de peu quan Tim Cook va tornar a aparèixer a l'escenari amb un Apple Watch. Cook va explicar que Apple Watch era "un rellotge precís, una nova manera íntima de comunicar-se des del canell i un dispositiu de salut i de fitness".
En comparació amb altres productes Apple, els smartwatches competidors, la comercialització d'Apple Watch es va centrar més en la publicitat del dispositiu com a accessori de moda; una difusió de publicitat de 12 pàgines per a Apple Watch en un tema de Vogue centrat principalment en les diferents combinacions d'estils de cos i corretges que hi havia disponibles i minimitzant els aspectes tecnològics d'aquest. Apple més tard es va centrar en els aspectes de salut i les característiques orientades a l'esport, que competeixen amb rastrejadors dedicats exclusivament a l'activitat física, i amb watchOS 3, es van expandir amb seguiment de fitness per a usuaris en cadires de rodes, l'opció de compartir de l'app Activitat i una l'aplicació Respira per fomentar la consciència.

### Llançament
Les primeres pre-reserves van començar el 10 d'abril de 2015, amb el llançament oficial el 24 d'abril. El dispositiu no va ser comercialitzat com "iWatch" (que el posaria en continuació de la línia de productes preexistents com iPod, iPhone, i iPad) a causa de conflictes de marca en certs territoris ; en els Estats Units, la marca "iWatch" pertanyia a Electrònica OMG – que posseïa un dispositiu sota el mateix nom, i a la Unió Europea pertanyia a la companya irlandesa Probendi. El juliol de 2015, Probendi va demandar Apple Inc. per ús il·lícit de la marca, argumentant que a través d'anuncis per paraula clau en el motor de cerca de Google, va causar que l'Apple Watch aparegués en les pàgines de resultats quan els usuaris buscaven el concepte "iWatch".
Inicialment, l'Apple Watch no estava disponible a la botiga d'Apple. Començant el 10 d'abril de 2015, els clients podrien organitzar cites per demostracions i proves, però el dispositiu no estava en stock per a compres físiques i havia de ser reservat i comprat online. CNET afirmava que aquest model de distribució havia sigut dissenyat per impedir llargues cues a causa de l'alta demanda. Certs models de l'Apple Watch estaven disponibles en petites quantitats a botigues de luxe i llocs de venta autoritzats per Apple. El 4 de juny de 2015, Apple va anunciar que es planejaven vendre en stock els Apple Watch a les botigues Apple i altres llocs autoritzats per Apple.El 24 d'agost de 2015, la multinacional americana Best Buy va anunciar que començaria a vendre els Apple Watch a les botigues a la fi de setembre. Ambdós T-Mobile US i Sprint també van anunciar que vendrien els Apple Watch a les seves botigues.
El 9 de setembre de 2015, Apple va llançar una nova subsèrie d'Apple Watch en col·laboració amb Hermès. Aquesta col·lecció, batejada "Apple Watch Hermès," venia en un cos d'acer inoxidable amb corretges de pell en estils propis de Hermès. L'any següent, Apple va llançar una altra subsèrie d'Apple Watch en col·laboració amb Nike batejada "Apple Watch Nike+". Ambdós subsèries presenten característiques i corretges exclusives de les seves marques, però la funciónalitat seguia sent exactament com la resta de models d'Apple Watch estàndard de la seva sèrie.
Apple Watch va sortir a la venda a l'Índia el 6 de novembre de 2015. El dispositiu també es va llençar a Xile, les Filipines, Indonèsia, i Sud-àfrica.

## Especificacions

### Disseny

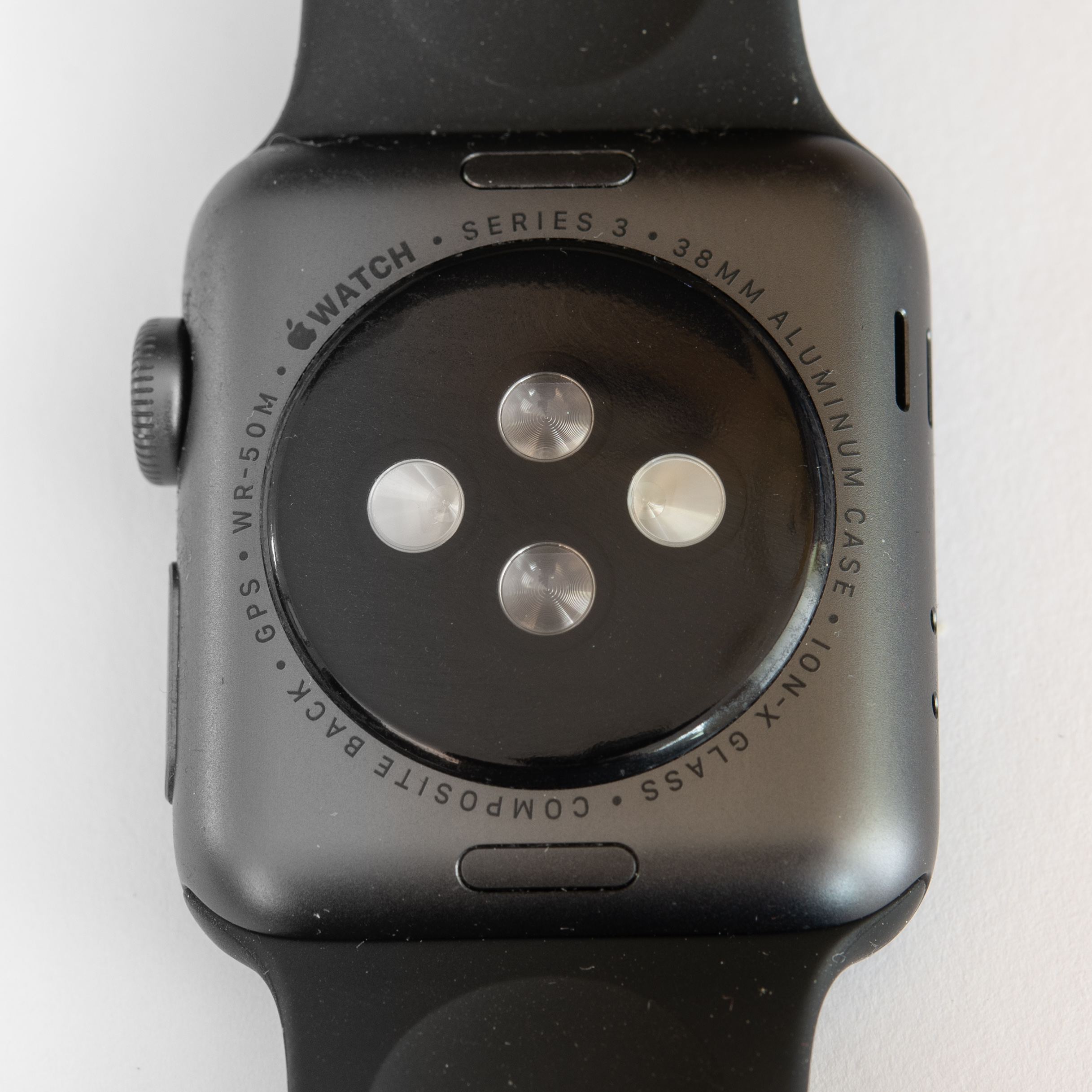
La part inferior del Apple Watch Sèrie 3 mostrant els sensors i la corona digital

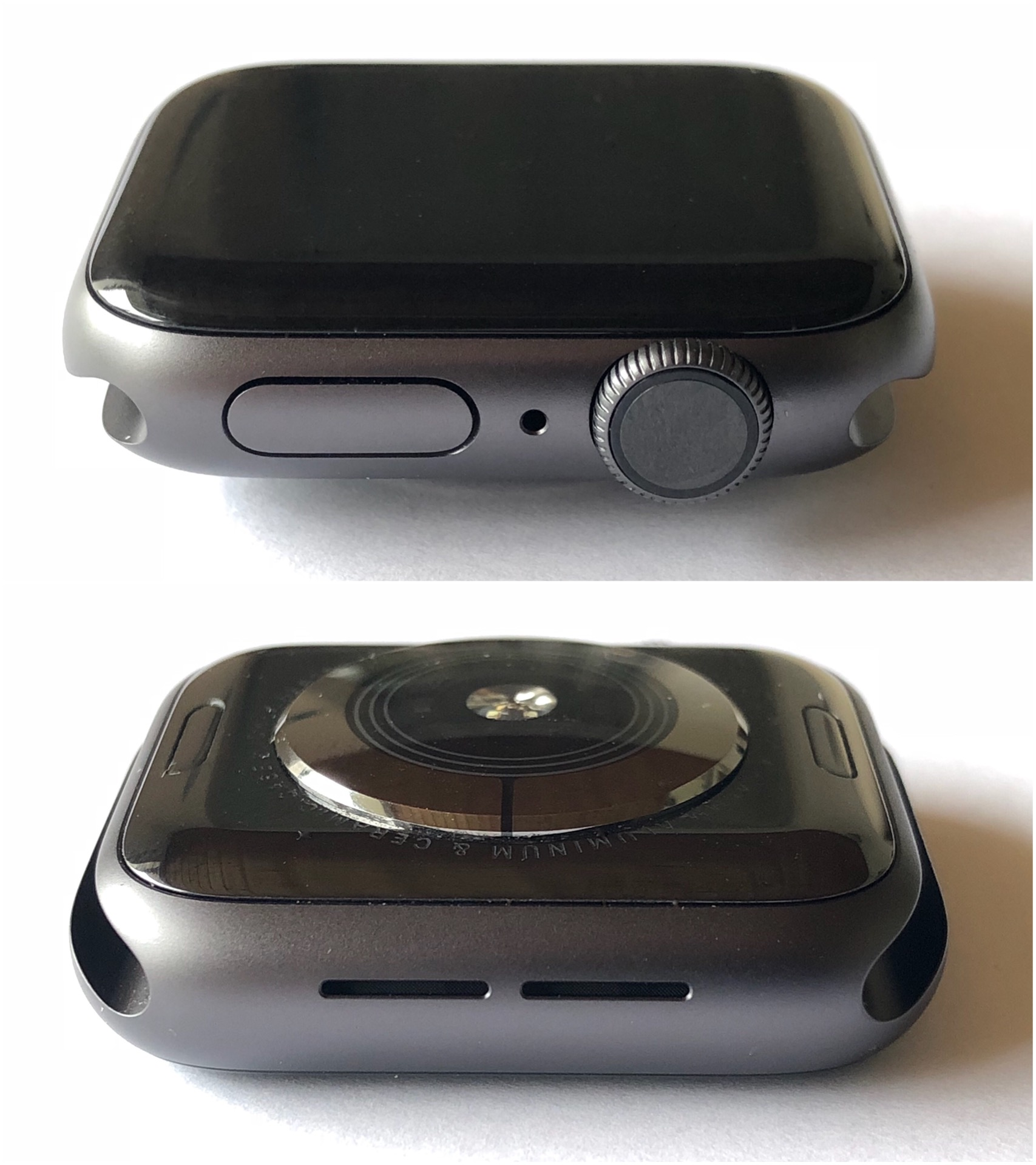
Sèrie 4 (40mm)

L'Apple Watch està disponible en diverses variants, distingit per combinacions diferents del cos i les bandes intercanviables. El rellotge està disponible en dues mides: 38 mm i 42 mm. El disseny del rellotge no ha canviat significativament des del seu llançament, per tant, les corretges i els accessoris normalment són compatibles amb qualsevol Apple Watch. El cos del rellotge inclou un mecanisme per permetre que les corretges siguin intercanviables. El rellotge inclou una "corona digital", que pot ser girada per moure's dins l'AppleWatch o augmentar, premuda per retornar a la pantalla principal, i un pantalla tàctil que presenta tecnologia de "Force Touch", li permet distingir la pressió sobre la pantalla i dur a terme accions diferents. El rellotge també té un botó lateral que permet accedir a les aplicacions utilitzades recentment i al sistema de pagament de Apple (Apple Pay). Apple afirma que la bateria del dispositiu pot durar fins a 18 hores fent un ús mig. Apple Watch funciona mitjançant "Inductive Charging" (càrrega electromagnètica), utilitzant un cable similar al MagSafe de la família de portàtils d'Apple. Si la bateria del rellotge baixa a menys d'un 10 per cent, l'usuari és alertat i se li ofereix habilitar una "energia de reserva", que permet a l'usuari continuar veient la hora per un temps addicional de 72 hores. El rellotge torna al seu mode original un cop carregat
Apple no esperava vendre la primera generació d'Apple Watch com a resistents a l'aigua, remarcava que simplement eren resistens a salpicades d'aigua i a la pols (però no recomanava la seva immersió). Tot i així, tests externs a Apple fets per The Iconofactory i altres empreses, demostraven que l'Apple Watch podia funcionar submergit en diverses condicions (com nedar), tot i que la seva pantalla tàctil es mostrava erràtica quan es submergia.
Apple va introduir un nivell alt de resistència a l'aigua amb el llençament de l'Apple Watch sèrie 2 i el dispositiu era anunciat explícitament com a operatiu i convenient per activitats d'aigua com nedar i fer surf.

### Maquinari (Hardware)

#### Primera generació

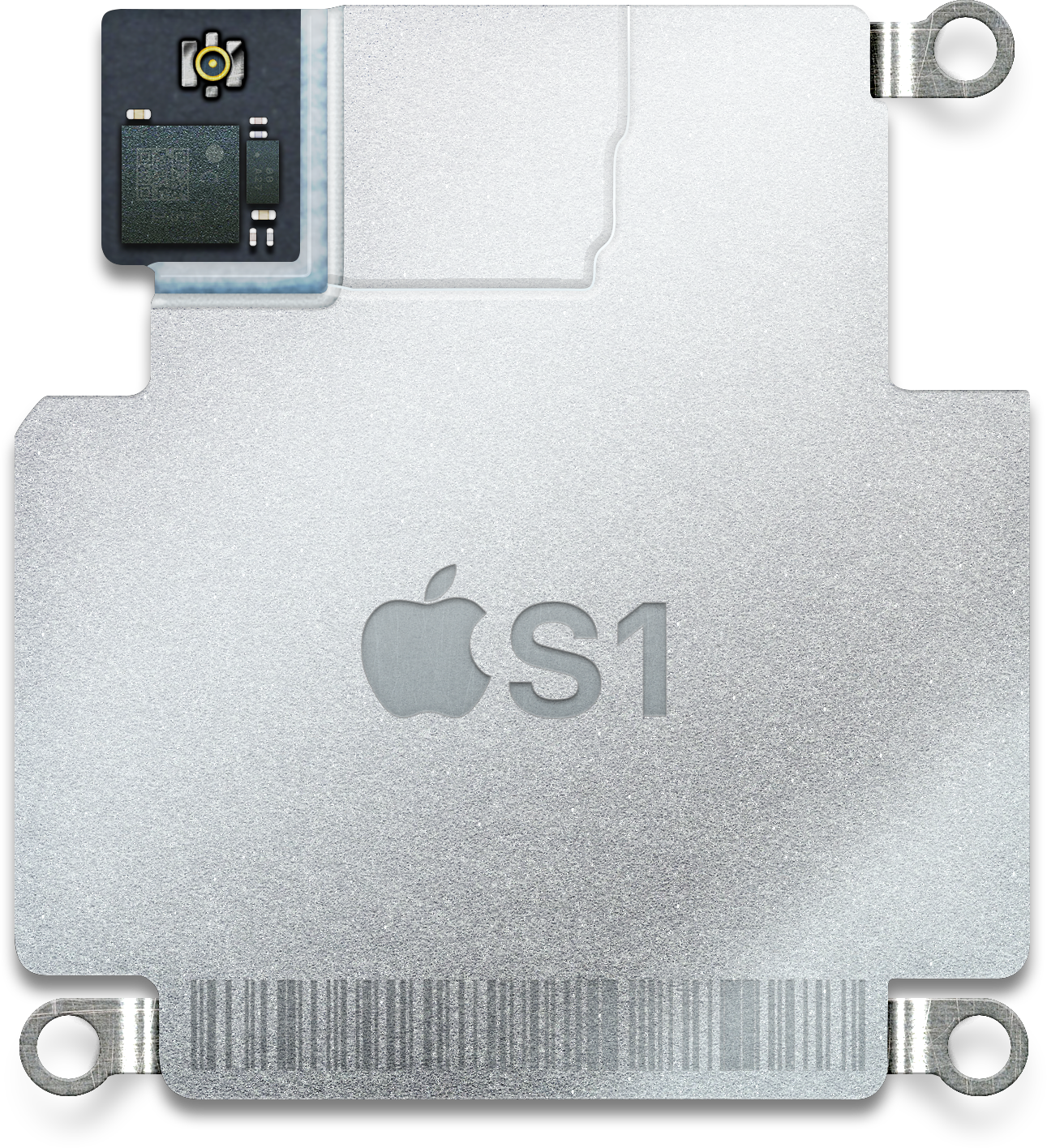
Apple S1

La primera generació d'Apple Watch utilitza el "single-core S1 system-on-chip". No conté un GPS intern, en comptes d'això confia en l'enllaç a l'iPhone per als serveis d'ubicació. Utilitza un actuador lineal anomenat "Taptic Engine" per proporcionar una resposta tàctil quan una alerta o notificació és rebuda (es nota una vibració al canell), i s'utilitza per altres propòsits en certes aplicacions (indicar quan girar amb l'aplicació Mapes, quan aixecar-se amb l'aplicació Activitat... El rellotge està equipat amb un sensor de freqüència cardíaca intern, el qual utilitza llums infraroges i llums LEDs i fotodíodes visibles. Totes les versions de la primera generació d'Apple Watch tenen 8 GB d'emmagatzematge; el sistema operatiu permet a l'usuari emmagatzemar fins a 2 GB de música i 75 MB de fotos. Quan l'Apple Watch es vincula amb un iPhone, tota la música d'aquell iPhone està disponible i pot ser controlada des de l'Apple Watch.

#### Segona generació

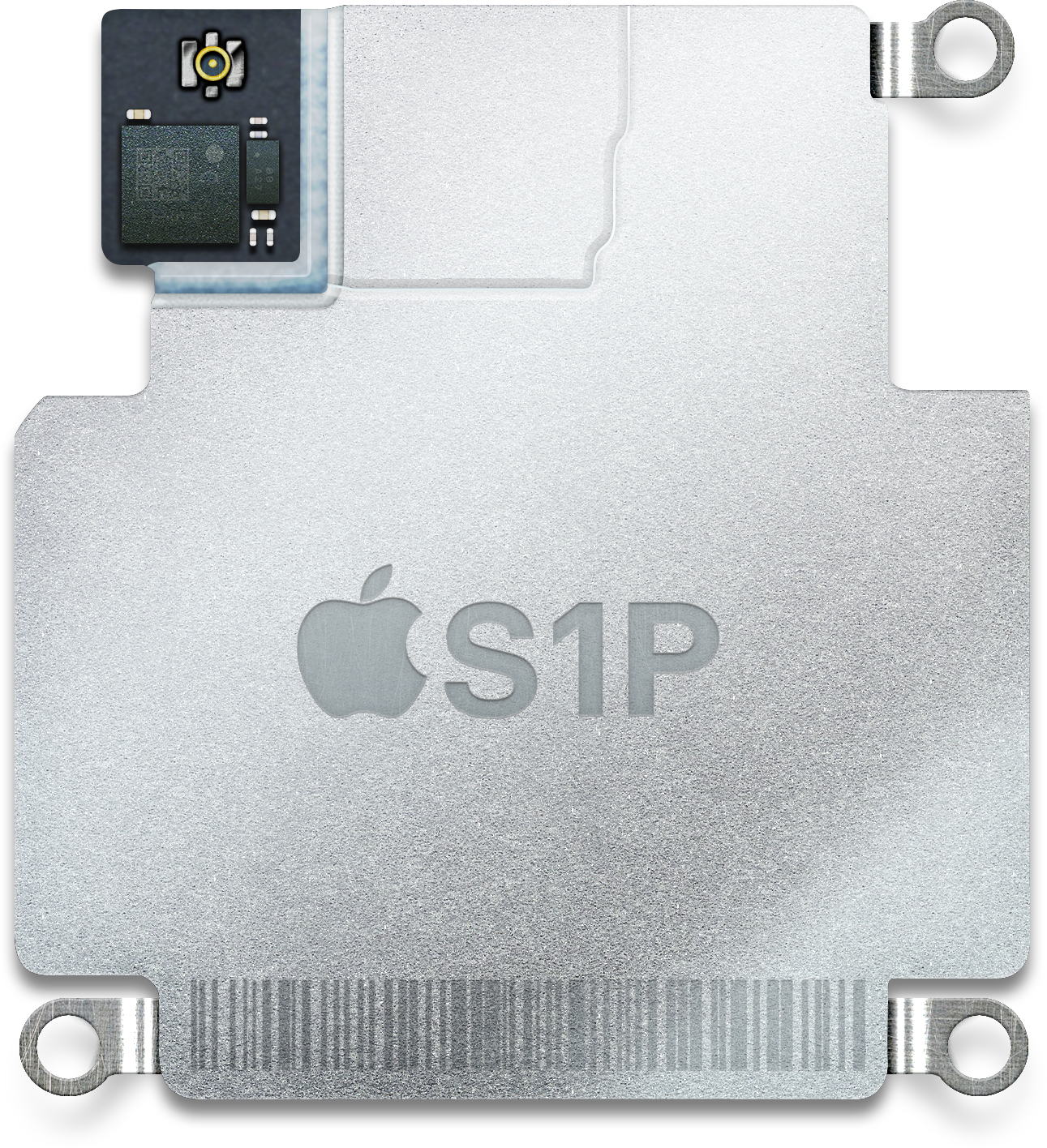
Apple S1P

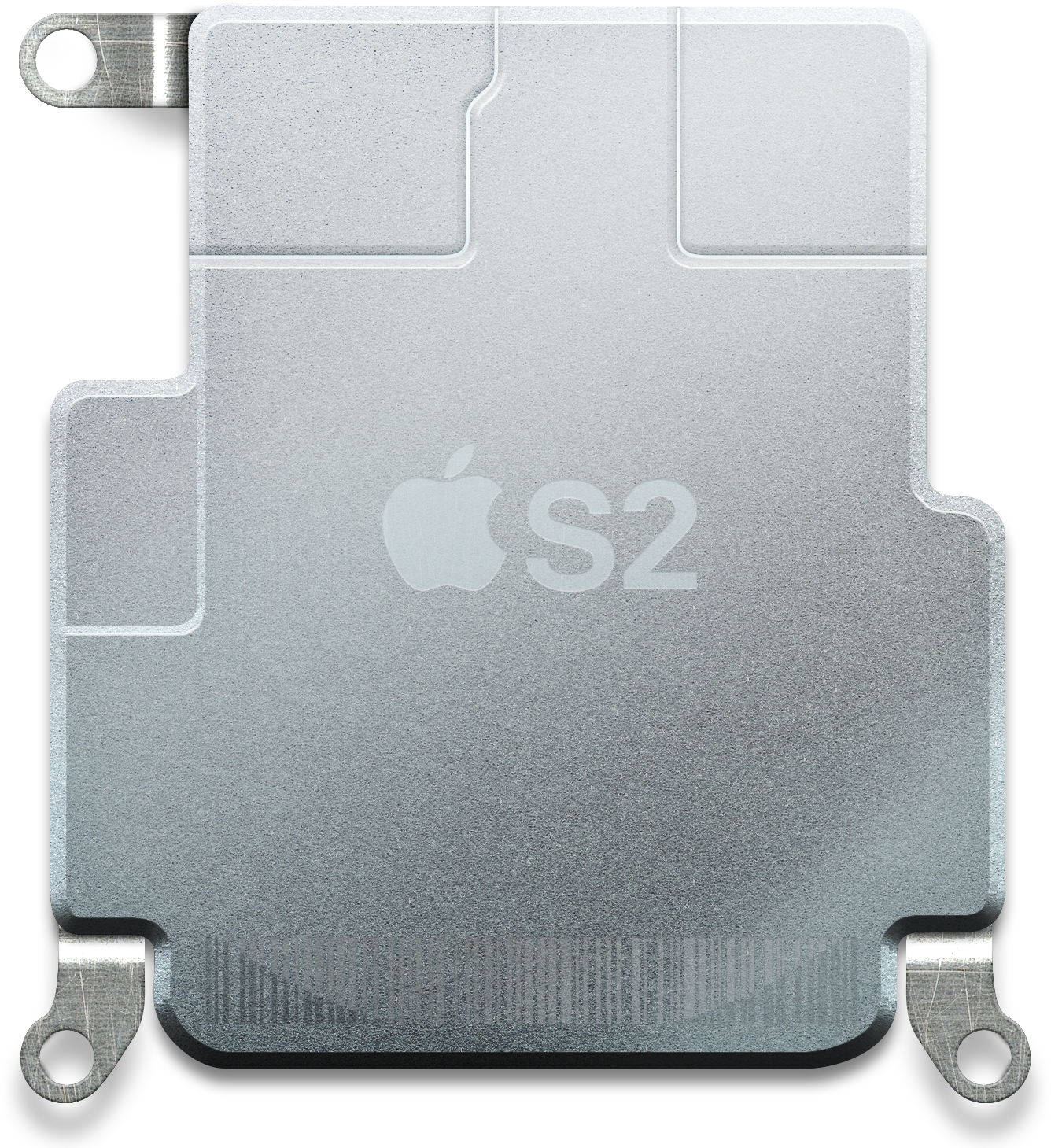
Apple S2

La segona generació consta de dos models. La Sèrie 1 té una variant del processador de l'Apple Watch S2 sense GPS conegut com a Apple S1P. Té un preu de sortida més baix que els rellotges de la primera generació. La Sèrie 2 té el processador Apple S2 de doble nucli, resistència a l'aigua fins 50 metres, una pantalla el doble de brillant, i GPS propi.

#### Tercera generació

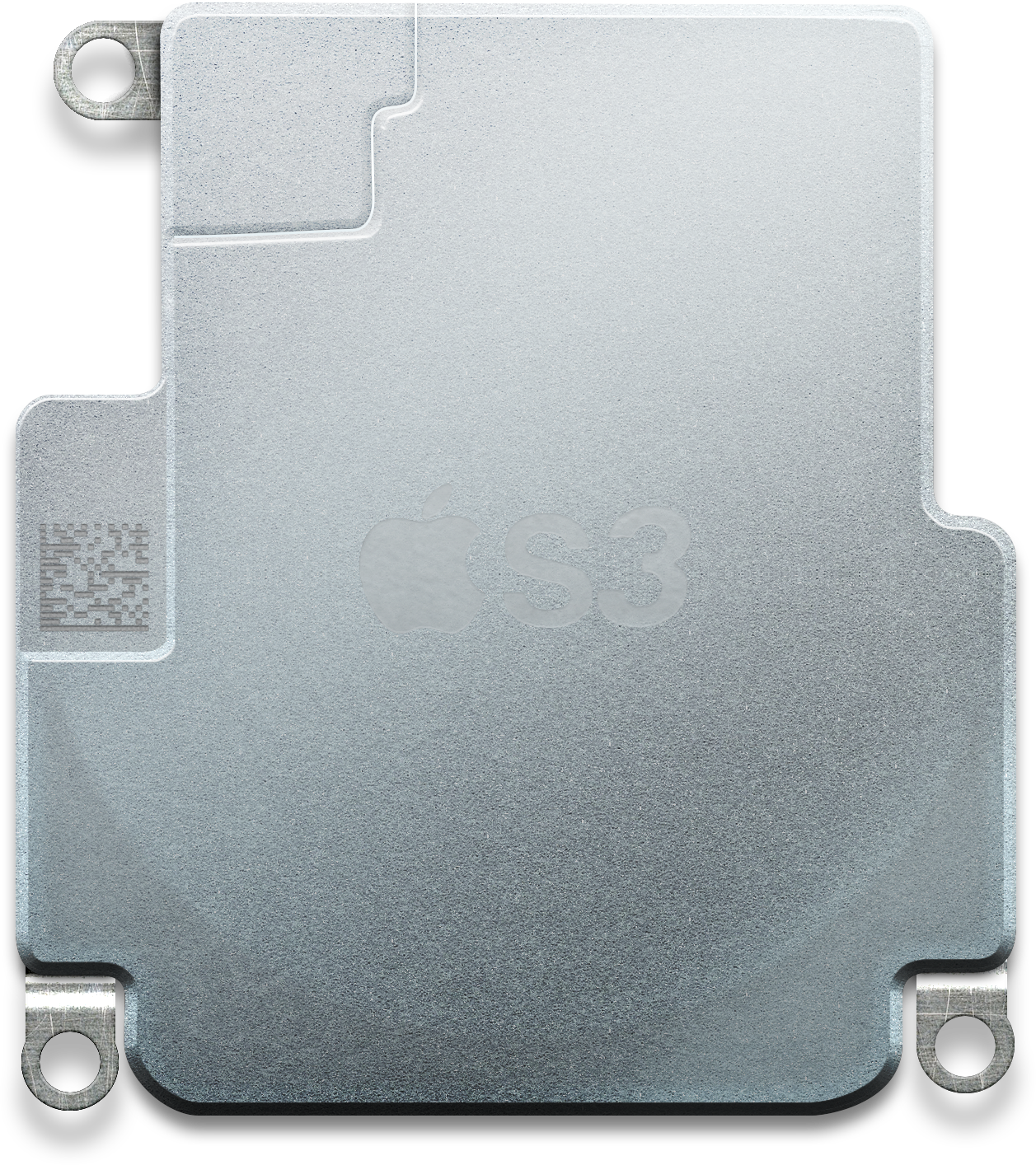
Apple S3

La tercera generació d'Apple Watch presenta un processador més ràpid, l'Apple S3 de doble nucli, un Bluetooth 4.2 en comparació amb un 4.0 en els models antics, un altímetre intern, un augment de la mida del RAM, i està disponible en una variant amb connectivitat mòbil LTE (pot ser independent del mòbil). Siri és capaç de parlar a l'Apple Watch Sèrie 3 gràcies a l'augment de la velocitat de processament del Rellotge. L'Apple Watch sèrie 3 no és compatible amb l'iPhone 5 o dispositius anteriors, requereix usuaris amb un iPhone 5S o posterior pel model que inclou només GPS, i un iPhone 6 o posterior pel model amb connectivitat mòbil LTE.

#### Quarta generació

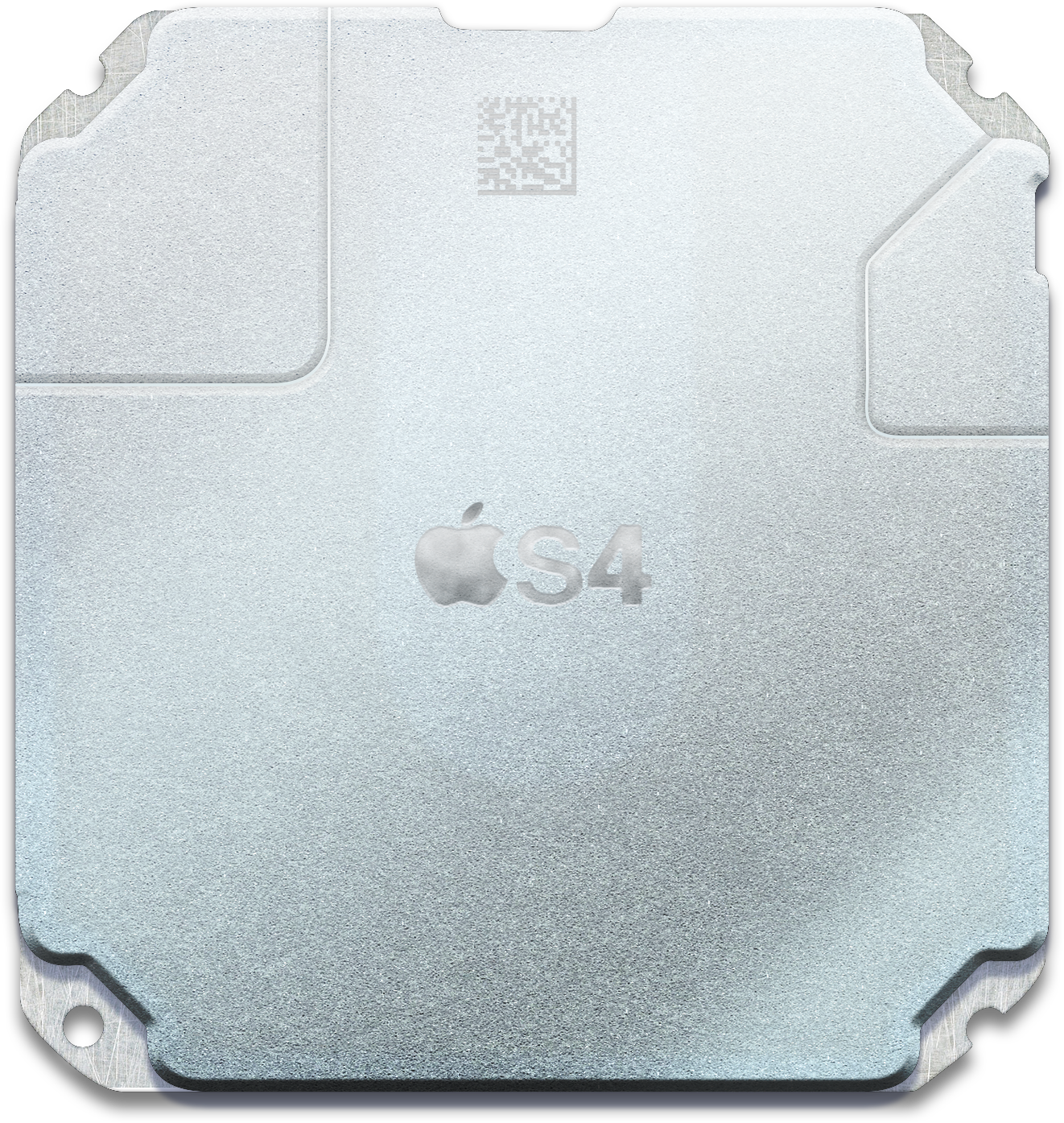
Apple S4

La quarta generació de l'Apple Watch va ser revelada a l'esdeveniment especial d'Apple del 2018, al Teatre de Steve Jobs a Cupertino, Califòrnia. Presenta pantalles més grans amb peces més fines i cantonades arrodonides, un cos més fi amb la part posterior redissenyada de ceràmica, un nou processador Apple S4 de doble nucli de 64 bits, capaç de doblar les actuacions del processador S3 dels models anteriors. Noves opcions de customització del rellotge, i un sensor nou que treballa mesurant la diferència potencial entre el canell i un dit de la mà contrària. El sistema ECG ha rebut l'autorització de l'Administració de Fàrmacs i Menjar dels Estats Units, la primera de totes per un dispositiu destinat als consumidors, i rep el suport de l'Associació del Cor Americana.Aquest dispositiu també pot detectar caigudes i contacta automàticament amb els serveis d'emergència llevat que l'usuari anul·li la trucada. El micròfon va ser mogut al costat oposat, entre el botó lateral i la corona digital, per millorar qualitat de trucada. Altres canvis inclouen la resposta tàctil incorporada a la corona digital amb "l'Apple Haptic Engine" i inclou el nou xip d'Apple W3 sense fil.

## Programari[48]
Apple Watch funciona amb el watchOS, la interfície es basa en una pantalla d'inici amb icones d'aplicacions circulars. El sistema operatiu es pot navegar mitjançant la pantalla tàctil o la corona digital al lateral del rellotge. Durant el seu debut, la primera generació d'Apple Watch necessitava aparellar-se amb un iPhone 5 o posterior amb un iOS 8.2 o posterior; aquesta versió de iOS va presentar l'aplicació Apple Watch, que s'utilitza per anunciar Apple Watch, aparellar-se amb un iPhone, personalitzar configuracions i aplicacions descarregades i ressaltar aplicacions compatibles de l'App Store.
L'Apple Watch és capaç de rebre notificacions, missatges i trucades telefòniques a través d'un iPhone emparellat. WatchOS també és compatible amb Handoff per enviar contingut des d'Apple Watch a un dispositiu iOS o MacOS i actuar com a visor per a una càmera d'iPhone, Siri també està disponible per a ordres de veu i és capaç de respondre amb missatges de veu als rellotges de la sèrie 3. Apple Watch també és compatible amb Apple Pay i permet el seu ús amb models d'iPhone més antics que no contenen compatibilitat de camp proper (NFC).
Les aplicacions predeterminades d'Apple Watch estan dissenyades per interactuar amb les seves contraparts d'iOS, com ara Mail, Phone, Calendar, Messages, Maps, Music, Photos, Reminders, Remote (que poden controlar iTunes i Apple TV), Stocks i Wallet. Mitjançant les aplicacions d'Activitat i Entrenament, un usuari pot fer un seguiment de l'activitat física i enviar dades a l'iPhone per utilitzar-les a la seva aplicació de salut i altres programes habilitats per a HealthKit. Amb el watchOS 3, recordatoris, inici, Find My Friends, ritme cardíac i respiració, s'han afegit a les moltes aplicacions existents.
Amb el llançament de watchOS 4 i la Sèrie 3 d'Apple Watch, es va suspendre la compatibilitat de l'iPhone 5, que va exigir als usuaris que utilitzessin un iPhone 5s o posterior amb iOS 11 o posterior per utilitzar watchOS 4. Els rellotges d'Apple que segueixen funcionant amb el watchOS 3 o inferior segueixen sent compatibles amb iPhone 5. A més, watchOS 5 no admetrà la primera generació d'Apple Watch.

### Historial de versions
WatchOS 1.0.1 va presentar millores en el rendiment i compatibilitat per emoticones i idiomes addicionals, i va ser llançat el 29 de maig de 2015. En el WWDC 2015, Tim Cook va anunciar watchOS 2.0; descrit per CNET com una "renovació significativa", incloïa un nou kit de desenvolupament de programari que permet un accés més directe al maquinari del dispositiu, nous dissenys de rellotges, la capacitat de respondre a un correu electrònic i altres funcions. watchOS 2.0 va ser llançat el 16 de setembre de 2015, però es va retardar a causa d'una solució d'errors que va trigar més del que s'esperava; va ser publicat el 21 de setembre de 2015.
WatchOS 2.0 presenta noves funcions i millores generals a Apple Watch. Després de l'actualització del programari, alguns usuaris van experimentar problemes amb el retard.
WatchOS 3.0 es va anunciar a la WWDC 2016, amb una prioritat sobre el rendiment. Els usuaris poden mantenir aplicacions en execució a la memòria, així com rebre actualitzacions de fons i informació actualitzada. Altres actualitzacions inclouen un Centre de control actualitzat i noves opcions de resposta a Missatges. S'han afegit també diversos dissenys de rellotges nous, com ara Minnie Mouse, juntament amb la possibilitat de canviar de disseny a la pantalla de bloqueig simplement passant-la. Una nova característica anomenada SOS permet als usuaris mantenir el botó lateral per fer una crida a la línia d'emergència local i treure la identificació mèdica de l'usuari. Una altra característica és Activity Sharing, que permet compartir experiències amb els amics i fins i tot enviar els batecs del cor un a l'altre. Una nova aplicació anomenada Respira guia els usuaris a través d'exercicis respiratoris durant tot el dia, amb visuals i comentaris tàctils. WatchOS 3.0 va ser llançat el 13 de juny de 2016 i es va posar a disposició del públic el 13 de setembre de 2016.
WatchOS 3.1 va ser llançat al públic el 24 d'octubre i el programa Watch 3.2 va ser llançat el març de 2017. Ambdues actualitzacions afegeixen millores menors i correccions d'errors.
WatchOS 4.0 es va anunciar a la WWDC 2017 el 5 de juny de 2017 i es va llançar al públic el 19 de setembre. WatchOS 4 compta amb un disseny de rellotge proactiva de Siri, entrenament d'activitats personalitzat i una aplicació de música totalment redissenyada. També introdueix GymKit, una plataforma tecnològica per connectar entrenaments amb equips cardiovasculars.
WatchOS 4.3 va ser llançat el 29 de març de 2018. Va introduir el suport per al mode "Nightstand" en orientació vertical. Es va recuperar la capacitat de control de la reproducció de música a l'iPhone mitjançant l'aplicació Music a Apple Watch i també va permetre controlar la reproducció i el volum a Apple HomePod. Altres funcions noves inclouen una nova animació de càrrega per a aplicacions. Les dades d'activitat s'han afegit al disseny del rellotge de Siri, i la complicació de la bateria informa amb més precisió la durada de la bateria.
WatchOS 5.0 es va mostrar per primera vegada al públic a la conferència de desenvolupadors de San José WWDC celebrada per Apple. Va introduir un mode de seguiment instantani de rellotge, la nova aplicació de podcasts, el control numèric Siri, el Centre de control personalitzable i la possibilitat d'accedir al centre de notificacions i al centre de control d'aplicacions. Altres funcions inclouen suport per a WebKit per veure pàgines web, sis nous dissenys de rellotges i noves funcions d'execució d'entrenament. Va ser llançat al públic el 17 de setembre de 2018.

### Aplicacions a tercers
WatchOS és compatible amb aplicacions de tercers; una aplicació WatchKit s'executa al fons de l'iPhone com una extensió d'aplicació mentre instal·la un conjunt de recursos d'interfície d'usuari natiu a Apple Watch.Per tant, les aplicacions de watchOS s'han d'incloure dins de la seva aplicació iOS respectiva i són sincronitzades amb el rellotge manualment o automàticament després de la instal·lació de l'aplicació al telèfon.
A partir de l'1 de juny de 2016, les úniques aplicacions de visualització noves permeses a l'App Store seran les desenvolupades amb el SDK watchOS 2 (o posterior); no es poden utilitzar idiomes de tercers o SDK per desenvolupar aplicacions.

## Models
A l'octubre de 2018, ja s'han llançat cinc generacions i cinc sèries d'Apple Watch. Actualment només es produeixen les sèries en negreta:
Apple Watch (2015-2016)
Apple Watch Series 1 (2016-2018)
Apple Watch Series 2 (2016-2017)
Apple Watch Series 3 (2017-present)
Apple Watch Series 4 (2018-present)
Els models d'Apple Watch s'han dividit en cinc "col·leccions": Apple Watch (1er generació-present), Apple Watch Sport (1er generació), Apple Watch Nike + (sèrie 2 present), Apple Watch Hermès (1er generació-present), i Apple Watch Edition (1er generació-Sèrie 3). Estan diferenciades per combinacions de carcases, bandes i dissenys de rellotgeria exclusives; Apple Watch inclou caixes d'alumini o d'acer inoxidable i diverses corretges de rellotges (només es va oferir l'acer inoxidable per a Apple Watch 1a generació); Apple Watch Sport va venir amb caixes d'alumini i corretges esportives o de niló teixides; Apple Watch Nike + ve amb caixes d'alumini i corretges esportives de Nike; Apple Watch Hermès utilitza caixes d'acer inoxidable i corretges de rellotges Hermès; i Apple Watch Edition va venir amb ceràmica (la primera generació d'Apple Watch Edition va utilitzar 18 quilates de color groc o or rosa).
Els models Apple Watch Series 1 només estan disponibles amb caixes d'alumini i corretges esportives.
Els models Apple Watch Series 3 es venen en una variant que permet la capacitat de connectivitat mòbil LTE .
Cada model a través de la sèrie 3 ve en un cos de 38 o 42 mil·límetres, amb una mida més gran que té una pantalla i una bateria una mica més grans. La sèrie 4 s'ha actualitzat als models de 40 i 44 mil·límetres, respectivament. Cada model té diverses opcions de color i corretja. Les bandes fabricades per Apple inclouen corretges esportives de colors, corretja de niló teixit, sivella clàssica, sivella moderna, corretja de cuir i polsera "d'enllaç".

## Comparació de models
| Especificació                                   | Primera Generació                                       | Sèrie 1                                                 | Sèrie 2                                                                | Sèrie 3                                                                                                  | Sèrie 4                                                                                                  |
| ----------------------------------------------- | ------------------------------------------------------- | ------------------------------------------------------- | ---------------------------------------------------------------------- | --- | --- |
| Sistema del xip (SoC)                           | Apple S1                                                | Apple S1P                                               | Apple S2                                                               | Apple S3                                                                                                 | Apple S4                                                                                                 |
| Sistema de Posicionament global (GPS) i GLONASS | No                                                      | No                                                      | Integrat                                                               | integrat, incloent Galileo i QZSS                                                                        | integrat, incloent Galileo i QZSS                                                                        |
| Connectivitat mòbil (UMTS / de LTE)             | No                                                      | No                                                      | No                                                                     | Opcional (eSIM)                                                                                          | Opcional (eSIM)                                                                                          |
| Resistència d'aigua                             | IPX7 resistent a salpicades (fins a 1 metre)            | IPX7 resistent a salpicades (fins a 1 metre)            | ISO 22810:2010 resistent a l'aigua (fins a 50 metres)                  | ISO 22810:2010 resistent a l'aigua (fins a 50 metres)                                                    | ISO 22810:2010 resistent a l'aigua (fins a 50 metres)                                                    |
| Treball en xarxa sense fil                      | Wi-Fi (802.11 b/g/n 2.4 GHz)                            | Wi-Fi (802.11 b/g/n 2.4 GHz)                            | Wi-Fi (802.11 b/g/n 2.4 GHz)                                           | Wi-Fi (802.11 b/g/n 2.4 GHz)                                                                             | Wi-Fi (802.11 b/g/n 2.4 GHz)                                                                             |
| Bluetooth                                       | Bluetooth 4.0                                           | Bluetooth 4.0 / Bluetooth 4.2                           | Bluetooth 4.0                                                          | Bluetooth 4.2                                                                                            | Bluetooth 5.0                                                                                            |
| Sensor de cor òptic (optical heart sensor)      | Sí                                                      | Sí                                                      | Sí                                                                     | Sí | Sí |
| Sensor de cor elèctric (EKG/d'ECG)              | No                                                      | No                                                      | No                                                                     | No | Sí |
| Acceleròmetre                                   | Sí                                                      | Sí                                                      | Sí                                                                     | Sí | Millorat                                                                                                 |
| Giroscopi                                       | Sí                                                      | Sí                                                      | Sí                                                                     | Sí | Millorat                                                                                                 |
| Sensor lleuger ambiental                        | Sí                                                      | Sí                                                      | Sí                                                                     | Sí | Sí |
| Altímetre                                       | No                                                      | No                                                      | No                                                                     | Sí | Sí |
| Pantalla                                        | Pantalla de Retina de l'OLED amb Force Touch (450 nits) | Pantalla de Retina de l'OLED amb Force Touch (450 nits) | Segon generació de pantalla de Retina OLED amb Force Touch (1000 nits) | Segon generació de pantalla de Retina OLED amb Force Touch (1000 nits)                                   | Pantalla de Retina d'OLED de LTPO amb Force Touch (1000 nits)                                            |
| Unitat de Processament central (CPU)            | 520 MHz Sol-Nucli                                       | 780 MHz de doble nucli                                  | 780 MHz doble nucli                                                    | Doble nuclii                                                                                             | Doble nucli de 64 bits                                                                                   |
| Emmagatzematge                                  | 8 GB                                                    | 8 GB                                                    | 8 GB                                                                   | No-LTE: 8 GBLTE: 16 GB                                                                                   | 16 GB |
| Memòria d'Accés aleatori (CARNER)               | 512 DRAM de MB                                          | 512 DRAM de MB                                          | 512 DRAM de MB                                                         | 768 DRAM de MB                                                                                           | TBC |
| Versions d'OS                                   | watchOS 1 a 4                                           | watchOS 3 a 5                                           | watchOS 3 a 5                                                          | watchOS 4 a 5                                                                                            | watchOS 5                                                                                                |
| Requereix                                       | iPhone 5 o més tard amb iOS 8.2 o posterior             | iPhone 5 o posterior amb iOS 10 o posterior             | iPhone 5 o posterior amb iOS 10 o posterior                            | No-LTE: iPhone 5S o posterior amb iOS 11 o posterior. LTE: iPhone 6 o posterior, amb iOS 11 o posterior. | No-LTE: iPhone 5S o posterior amb iOS 12 o posterior. LTE: iPhone 6 o posterior, amb iOS 12 o posterior. |

## Rebuda
Després de l'anunci, les impressions inicials de la tecnologia i les observacions de la indústria eren variades; el rellotge va ser elogiat per alguns pel seu "disseny, capacitats potencials i utilitat", mentre que altres van oferir crítiques a aquests mateixos aspectes. El capitalista de risc, Marc Andreessen, va dir que "no podia esperar a provar-ho", i el biògraf de Steve Jobs, Walter Isaacson, ho va qualificar com "extremadament genial" i un exemple de tecnologia futura que està "molt més adaptat en les nostres vides". No obstant això, Evan Dashevsky de PC Magazine va dir que no oferia res de nou en termes de funcionalitat en comparació amb el Moto 360, excepte per les notificacions de vibració personalitzables. Al novembre de 2014, Apple Watch va ser catalogat per Time com una de les "25 Millors Invencions de 2014".
Les ressenyes inicials del dispositiu han estat generalment positives amb algunes advertències. Els revisors van elogiar la capacitat potencial del rellotge d'integrar-se en la vida quotidiana i el disseny general del producte, però va assenyalar problemes de velocitat i preu. Molts revisors van descriure el rellotge com a funcional i convenient, al mateix temps que van observar que no oferia tanta funcionalitat potencial com els smartphones anteriors. Farhad Manjoo, de The New York Times, va esmentar la corba d'aprenentatge del dispositiu, afirmant que li va portar "tres dies llargs, sovint confusos i frustrants" per acostumar-se al WatchOS 1, però després li va encantar. Alguns revisors també ho van comparar amb productes competidors, com ara dispositius com l'Android Wear (el rellotge intel·ligent d'Android). Tanmateix, els revisors van tenir opinions mixtes sobre la durada de la bateria, i Geoffrey Fowler, de The Wall Street Journal, va dir que "la bateria normalment aguanta tot el dia, però de vegades no l'acaba" i altres la van comparar amb el Samsung Gear 2, que "sobrevivia durant tres dies fent-ne un ús moderat" Tim Bradshaw del Financial Times va utilitzar diverses aplicacions durant un període de dies. Va concloure que no hi ha cap aplicació molt destacable més enllà que la de donar la hora, que és la funció bàsica de tot rellotge.
Utilitzant l'Apple Watch, alguns usuaris van informar de certs problemes en utilitzar la funció de control del cor a causa de condicions permanents de la pell, inclosos els tatuatges. El rellotge utilitza tecnologia de fotopletàlisi (PPG) que utilitza les llums LED verdes per mesurar les taxes del cor. Per mesurar la freqüència cardíaca d'un usuari, el rellotge parpelleja la llum verda dels LEDs a la pell i registra la quantitat d'aquesta llum que és absorbida pel pigment vermell de la sang. Tanmateix, en determinades circumstàncies, la pell pot no permetre que l'absorció lleugera es llegeixi correctament i, per tant, proporcioni resultats inexactes.
Alguns usuaris s'han queixat que el logotip i el text a la part posterior del model Apple Watch Sport, principalment la versió grisa espacial, es desgastaven fàcilment.
La primera edició de l'Apple Watch Edition, on es van vendre models d'or de 18 k d'entre 10.000 i 17.000 dòlars americans, van rebre una acollida tèbia. Un analista va suggerir: "Què fa un rellotge de gamma alta? Són els moviments suïssos, el funcionament intern, per això els col·leccionistes els compren. Aquest Apple Watch Edition no té res d'això. Està inserint un cas de gamma alta en una peça d'electrònica "que no era infinitament actualitzable i es convertiria en obsolet en un parell d'anys com altres gadgets tecnològics".

### Vendes
Els analistes financers oferien estimacions de vendes anticipades d'uns pocs milions (fins als 34,7 milions del primer any). Tim Bajarin va resumir l'amplitud de les reaccions, escrivint que "encara no hi ha prou informació per determinar com aquest producte s'aplicarà quan arribi al mercat el proper any".
A causa de la insuficiència dels materials, el lliurament d'Apple Watch es va retardar des de la seva data inicial de llançament preliminar del 10 d'abril de 2015. Com a resultat, només el 22% dels Apple Watch prereservats es van enviar als Estats Units durant el cap de setmana després de la data de llançament.S'estima que Apple va rebre gairebé un milió de prereserves de l'Apple Watch als Estats Units durant les sis primeres hores del període de prereserva el 10 d'abril de 2015, després de la qual cosa es va esgotar i començarien a lliurar-se altres comandes al juny. Un informe posterior d'un analista va afirmar que Apple Watch ja era un negoci de 10 mil milions de dòlars durant el primer any.
Apple no ha revelat cap xifra de vendes per l'Apple Watch. Una estimació de IDC afirma que Apple va enviar més de 12 milions d'unitats l'any 2015. A la fi de 2016, un veterà de la indústria de rellotges suïssos va dir que Apple va vendre uns 20 milions de rellotges i va tenir una quota de mercat d'aproximadament del 50 per cent.